# روبرتو تايلور
روبرتو تايلور (بالإسبانية: Roberto Taylor)‏ (28 أغسطس 1949 بغواتيمالا - ) هو لاعب كرة قدم غواتيمالي في مركز الوسط. لعب مع Connecticut Bicentennials ‏ وConnecticut Yankees (soccer) ‏.

## وصلات خارجية
- روبرتو تايلور على موقع قاعدة بيانات كرة القدم.إي يو (الإنجليزية)